# The Ghost Flower
The Ghost Flower er en amerikansk stumfilm fra 1918 af Frank Borzage.

## Medvirkende
- Alma Rubens som Giulia
- Charles West som La Farge
- Francis McDonald som Tony Cafarelli
- Richard Rosson som Paola
- Emory Johnson